# Одуд мадагаскарський
Одуд мадагаскарський (Upupa marginata) — вид птахів родини одудових (Upupidae) ряду Bucerotiformes.

## Таксономія
Птах спершу вважався підвидом звичайного одуда під назвою Upupa epops marginata.

## Поширення
Ендемік Мадагаскару.

## Опис
Птах завдовжки до 31 см, вагою 60-90 г. Тіло світло-коричневого забарвлення, крім чорно-білих крил та хвоста. На голові великий коричневий чубчик з чорними кінчиками. Дзьоб тонкий і довгий. Від інших видів одуда відрізняється вокалізацією, більшими розмірами та невеликими деталями у забарвленні оперення.

## Спосіб життя
Населяє широколистяні ліси і савани. Живиться комахами та їх личинками.